# Yves Montand
Yves Montand, geboren als Ivo Livi, (Monsummano Terme, Toscane, 13 oktober 1921 – Senlis, 9 november 1991) was een Frans acteur en zanger van Italiaanse afkomst.

## Biografie

### Afkomst
Montand werd in 1921 geboren in Noord-Toscane, nabij Florence. Zijn vader was Giovanni Livi, later actief lid van de Italiaanse Communistische Partij. Montand was zelf ook een sympathisant van deze partij. Met zijn ouders, die op de vlucht waren voor het fascistische regime van Benito Mussolini, vertrok hij op jonge leeftijd naar Frankrijk.

### Jeugd
Hij bracht zijn jeugd door in Marseille, waar hij later ging werken, onder andere als kapper in de salon van zijn oudere zus, als havenarbeider en als nachtclubzanger. Tijdens deze optredens nam hij de naam "Yves Montand" aan. Hij bedacht deze naam door te denken aan wat zijn moeder vroeger naar hem riep als ze gingen eten: "Ivo, monta!" (Ivo, kom boven!).

### Zanger
Vanaf 1938 oogstte hij al enig succes in het variététheater, in Marseille, Narbonne, Toulouse. In 1939 trad hij met een eigen repertoire op in L'Alcazar, een beroemde voormalige theaterzaal in Marseille en had hij zijn eerste echte succeslied Dans les plaines du Far-West. Verdere plannen om naar Parijs te trekken en nationaal door te breken werden verijdeld door het uitbreken van de Tweede Wereldoorlog. Pas in 1944 kreeg hij de gelegenheid in Parijs te zingen in diverse music-hall zalen. In de Moulin Rouge mocht hij het voorprogramma van Édith Piaf verzorgen. De beroemde Franse zangeres nam hem onder haar hoede en lanceerde zijn carrière. Ze kregen een relatie die door Piaf stopgezet werd in 1946. Ondertussen maakte Montand zijn eerste plaatopnames voor Odeon Records. Een van zijn belangrijkste opnames was Yves Montand chante Jacques Prévert (1962).

### Filmacteur
In de filmwereld debuteerde hij in Etoile sans Lumière (Marcel Blistène, 1946), in welke hij samenspeelde met Piaf. Datzelfde jaar werd hij al bij een ruimer publiek bekend, dankzij onder meer het poëtisch drama Les Portes de la nuit (1946) van de tandem Marcel Carné-Jacques Prévert. Het door Montand in die film gezongen liedje Les feuilles mortes werd een groot succes. Internationale roem kwam met de hoofdrol in de film Le Salaire de la peur (1953) van Henri-Georges Clouzot.
Op 21 december 1951 trouwde hij met actrice Simone Signoret. Ze zouden tot haar dood in 1985 bij elkaar blijven. Ze speelden diverse keren samen, onder meer in een Franse versie van The Crucible van Arthur Miller, zowel in de toneelversie als in de filmversie : Les Sorcières de Salem (Raymond Rouleau, 1957).
In 1959 trok hij naar de Verenigde Staten. Hij had een onemanshow op Broadway en speelde in enkele films, waaronder Let's Make Love (George Cukor, 1960), Sanctuary (Tony Richardson, 1961) en My Geisha (Jack Cardiff, 1962). Op de set van de musical Let's Make Love kreeg hij een relatie met Marilyn Monroe, wat veel aandacht kreeg van de roddelpers. Hij vertolkte vervolgens opgemerkte rollen in het misdaaddrama Compartiment tueurs (Costa-Gavras, 1965), in La guerre est finie (Alain Resnais, 1966) en in het relatiedrama Vivre pour vivre (Claude Lelouch, 1967). Resnais' film ging over de naweeën van de Spaanse Burgeroorlog bij een verbannen communistische militant. Het scenario werd geschreven door Jorge Semprún, die 10 jaar later een ander in de Spaanse Burgeroorlog geworteld verhaal bedacht voor Montand, in Les Routes du sud (Joseph Losey, 1978).
Daarna zette hij zijn samenwerking verder met de eveneens politiek geëngageerde, Griekse filmmaker Costa-Gavras, die hij op de set van diens Compartiment tueurs had ontmoet. Dat resulteerde in films als Z (1969), L'Aveu (1970) en État de siège (1973). Met dezelfde cineast draaide hij ook de veel romantischer en meer psychologisch getinte film Clair de femme (1979), met Romy Schneider als tegenspeelster. Hij stond op het hoogtepunt van zijn filmproductiviteit en vertolkte de hoofdrol in Police Python 357 (1975), La Menace (1977) en Le Choix des armes (1981), de politiefilm trilogie van Alain Corneau. Hij verleende toen ook zijn komisch en dramatisch talent aan de dramatische komedies van Claude Sautet (César et Rosalie ,1972, Vincent, François, Paul... et les autres, 1974 en Garçon!, 1983) en aan enkele komedies van Jean-Paul Rappeneau (Le Sauvage, 1975 en Tout feu, tout flamme, 1982).
In de jaren tachtig speelde Montand een memorabele rol als de hebzuchtige, listige boer in de tweedelige filmsaga naar het werk van Marcel Pagnol : Jean de Florette (Claude Berri, 1986) en Manon des sources (Claude Berri, 1986). In 1992 kwam zijn laatste film uit, IP5 (Jean-Jacques Beineix).

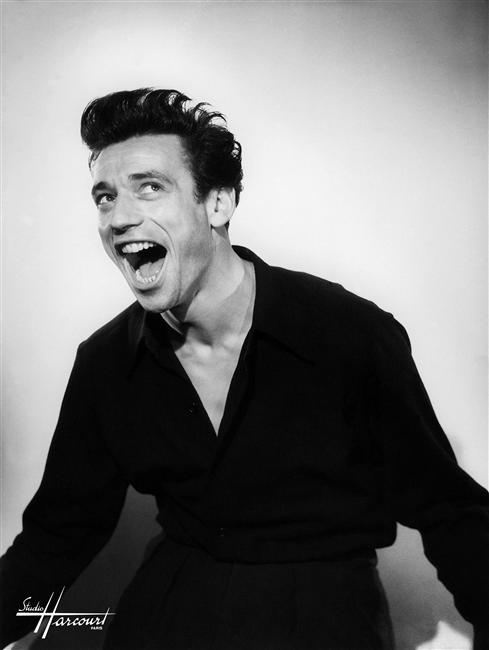
Montand in 1948
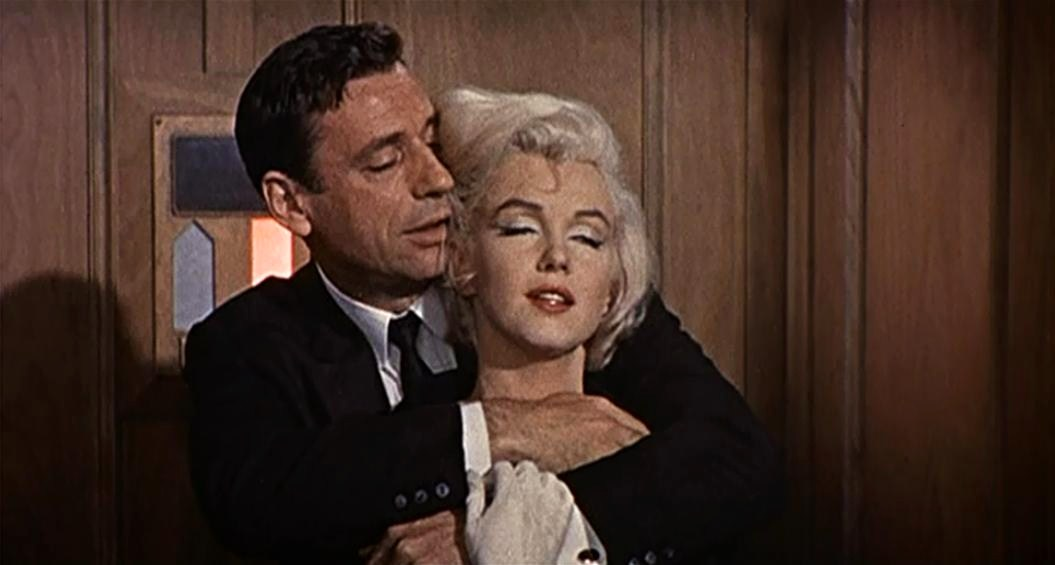
Let's Make Love, met Marilyn Monroe (1960)
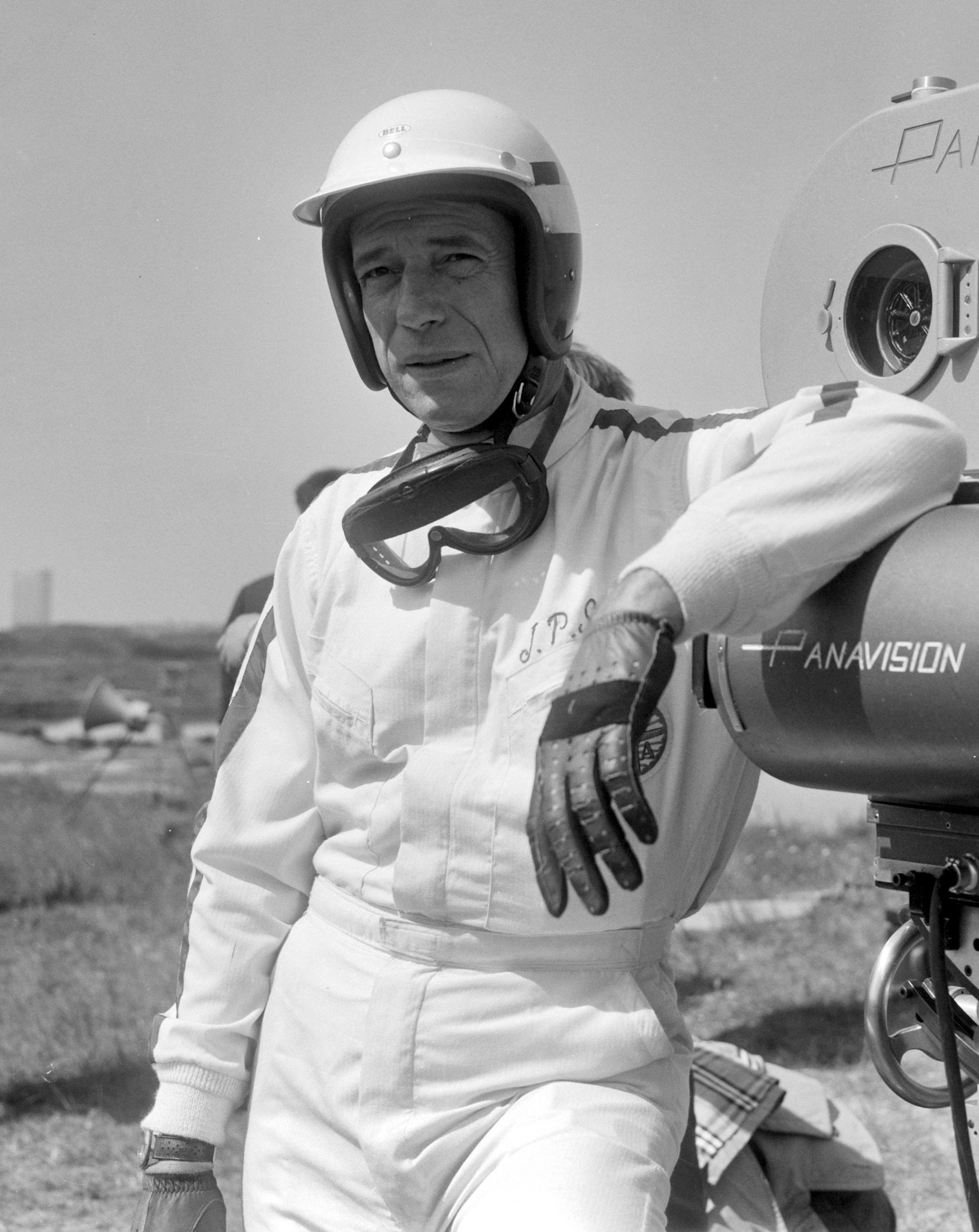
In Zandvoort voor de opnames van Grand Prix (1966)
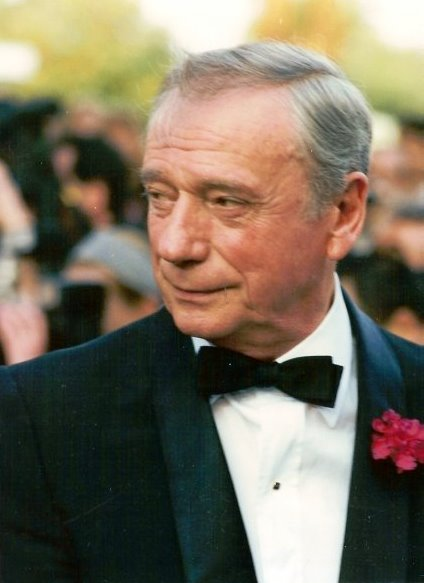
Cannes, 1987

### Privéleven

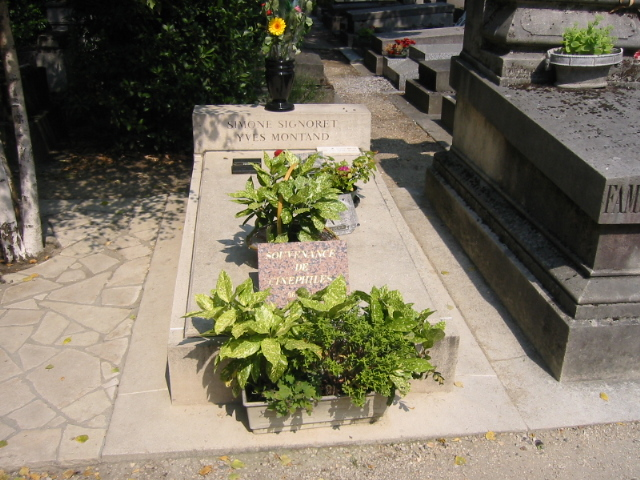
Cimetière du Père-Lachaise

Montand stierf in 1991 op net 70-jarige leeftijd aan een hartaanval. Hij had een relatie met Marilyn Monroe in het begin van de jaren zestig. Hij was twee keer getrouwd, eerst met Simone Signoret van 1951 tot 1985 en daarna met zijn assistente Carole Amiel van 1987 tot zijn dood. Met Carole heeft hij één zoon, Valentin Montand, geboren in 1988.
De onbekend gebleven actrice Anne Fleurange beweerde een kind van hem te hebben en spande een rechtszaak aan voor een DNA-test. Montand ontkende de vader te zijn en weigerde een DNA-test. De vrouw en haar dochter Aurore bleven echter volharden, zelfs na de dood van Montand. Een rechtbank stelde de vrouw in eerste instantie in het gelijk. In 1998 werd het lichaam van Yves Montand opgegraven. De DNA-test wees uit dat hij toch niet de vader was.
In 2004 publiceerde actrice Catherine Allégret, Montands stiefdochter en Signorets dochter uit haar eerste huwelijk, een boek (Un monde à l'envers / De wereld op z'n kop; ISBN 2-253-11442-1) waarin ze beweerde dat Montand haar vanaf haar vijfde jaar seksueel misbruikt had.
Montand ligt begraven op de beroemde begraafplaats Père-Lachaise, waar hij het graf deelt met Simone Signoret. (div. 44)

## Filmografie (ruime selectie)
- 1946 - Étoile sans Lumière (Marcel Blistène)
- 1946 - Les Portes de la nuit (Marcel Carné)
- 1951 - L'Auberge rouge (Claude Autant-Lara) (gezongen commentaar)
- 1951 - Paris est toujours Paris (Luciano Emmer)
- 1953 - Le Salaire de la peur (Henri-Georges Clouzot)
- 1955 - Marguerite de la nuit (Claude Autant-Lara)
- 1957 - Les Sorcières de Salem (Raymond Rouleau)
- 1959 - La legge (Jules Dassin)
- 1960 - Let's Make Love (George Cukor)
- 1961 - Sanctuary (Tony Richardson)
- 1961 - Goodbye Again (Aimez-vous Brahms...) (Anatole Litvak)
- 1962 - My Geisha (Jack Cardiff)
- 1965 - Compartiment tueurs (Costa-Gavras)
- 1966 - La guerre est finie (Alain Resnais)
- 1966 - Grand Prix (John Frankenheimer)
- 1966 - Paris brûle-t-il? (René Clément)
- 1967 - Vivre pour vivre (Claude Lelouch)
- 1968 - Un soir, un train (André Delvaux)
- 1968 - Le Diable par la queue (Philippe de Broca)
- 1969 - Z (Costa-Gavras)
- 1970 - L'Aveu (Costa-Gavras
- 1970 - On a Clear Day You Can See Forever (Vincente Minnelli)
- 1970 - Le Cercle rouge (Jean-Pierre Melville)
- 1971 - La folie des grandeurs (Gérard Oury)
- 1972 - César et Rosalie (Claude Sautet)
- 1972 - Tout va bien (Jean-Luc Godard)
- 1973 - Le Fils (Pierre Granier-Deferre)
- 1973 - État de siège (Costa-Gavras)
- 1974 - Vincent, François, Paul... et les autres (Claude Sautet)
- 1974 - Le Hasard et la Violence (Philippe Labro)
- 1975 - Le Sauvage (Jean-Paul Rappeneau)
- 1976 - Police Python 357 (Alain Corneau)
- 1976 - Le Grand Escogriffe (Claude Pinoteau)
- 1977 - La Menace (Alain Corneau)
- 1978 - Les Routes du sud (Joseph Losey)
- 1979 - I... comme Icare (Henri Verneuil)
- 1979 - Clair de femme (Costa-Gavras)
- 1981 - Le Choix des armes (Alain Corneau)
- 1982 - Tout feu, tout flamme (Jean-Paul Rappeneau)
- 1983 - Garçon! (Claude Sautet)
- 1986 - Jean de Florette (Claude Berri)
- 1986 - Manon des sources (Claude Berri)
- 1992 - IP5: L'île aux pachydermes (Jean-Jacques Beineix)

## Discografie
- 1952 - Yves Montand chante...
- 1953 - Montand chante Paris
- 1953 - Yves Montand chante ses dernières créations
- 1953 - Récital 1953 au Théâtre de l'Étoile
- 1954 - Yves montand chante ses derniers succès
- 1955 - Y. Montand
- 1955 - Chansons populaires de France par Yves Montand
- 1958 - Dix chansons pour l'été
- 1958 - Je Soussigné Yves Montand
- 1953 - Récital 1958 au Théâtre de l'Étoile
- 1960 - Dansez avec Yves Montand
- 1961 - Rengaine ta rengaine
- 1962 - Yves Montand chante Jacques Prévert
- 1964 - Le Paris De...
- 1967 - Yves Montand "7"
- 1968 - La bicyclette
- 1974 - Montand de mon temps
- 1981 - Montand d'hier et d'aujourd'hui
- 1982 - Olympia 81
- 1984 - Chante David Mc Neil
- 1988 - 3 places pour le 26
- 1997 - Plaisirs inédits